# Belle-Isle-en-Terre
Belle-Isle-en-Terre é uma comuna francesa na região administrativa da Bretanha, no departamento Côtes-d'Armor. Estende-se por uma área de 14,04 km². Em 2010 a comuna tinha 1 045 habitantes (densidade: 74,4 hab./km²).